# Geissoloma marginata
Geissoloma marginata är en tvåhjärtbladig växtart som först beskrevs av Carl von Linné, och fick sitt nu gällande namn av Adrien Henri Laurent de Jussieu. Geissoloma marginata ingår i släktet Geissoloma och familjen Geissolomataceae. Inga underarter finns listade i Catalogue of Life.